# Elegy (album de John Zorn)
Pour les articles homonymes, voir Elegy.

Elegy est un album de John Zorn sorti au Japon en 1992 sur étiquette Eva Records, puis réédité en 1995 sur le label Tzadik. Il s'agit d'une œuvre divisé en quatre mouvements, composée par John Zorn selon la technique des file-cards et dédiée à l'écrivain français Jean Genet. L'album a été réédité en novembre 2011 à l'occasion de son 20e anniversaire, avec un nouveau livret comprenant des photos et des textes des musiciens.

## Titres
| 1.    | Blue   | 7:08  |
| 2.    | Yellow | 2:48  |
| 3.    | Pink   | 15:44 |
| 4.    | Black  | 3:42  |
| 29:22 |        |       |

## Personnel
- David Abel - alto
- Barbara Chaffe - flute alto, flute basse
- Mike Patton - voix
- Trey Spruance, alias Scummy - guitare
- David Shea - platines
- David Slusser - effets sonores
- William Winant - percussion